# Vækstiværksætter
 Der er for få eller ingen kildehenvisninger i denne artikel, hvilket er et problem. Du kan hjælpe ved at angive troværdige kilder til de påstande, som fremføres i artiklen.

En vækstiværksætter er statistik set defineret som en nyetableret virksomhed, der inden for de første to år har mindst 10 ansatte, og som i de efterfølgende tre år har haft en årlig gennemsnitlig vækst på mindst 20 pct. i antallet af ansatte. Tidligere blev der også stillet krav om vækst i omsætningen, men grundet problemer med at skaffe internationale sammenlignelige data er man gået bort fra omsætningskravet.
Ifølge Erhvervs- og Byggestyrelsens Iværksætterindeks 2009 udgør vækstiværksætterne cirka 5 pct. af iværksætterne (2006-tal).
I daglig tale bliver vækstiværksættere brugt mere bredt om nyetablerede virksomheder, der generelt har haft vækst i et længere forløb. Vækstiværksættere bliver ofte også omtalt som gazeller.

## Politik
Vækstiværksættere og vækstvirksomheder har de seneste par år oplevet en stigende politisk opmærksomhed. Under Anders Fogh Rasmussen satte regeringen målet, at Danmark skulle være blandt de førende vækstiværksætternationer i 2015. Med det nye regeringsprogram Danmark 2020 fra Lars Løkke Rasmussens regering er målet, at være blandt de tre bedste vækstiværksætternationer i verden i 2020.
I Danmark er indsatsen forankret i Erhvervs- og Byggestyrelsen, som står bag det årlige iværksætterindeks – Iværksætterindeks 2009.
På europæisk plan arbejder EU ligeledes for at fremme iværksætteriet og skabe flere vækstvirksomheder. Det er et af formålene med den årlige europæiske SMV-uge.

## Økonomi
Der findes en række kilder, som belyser omfanget og betydningen af iværksætteri:
- Global Entrepreneurship Monitor – er et internationalt forskningskonsortium, som måler iværksætterniveauet i en række lande herunder Danmark. I Danmark er projektet forankret hos Syddansk Universitet og IDEA.
- Iværksætterindeks 2011[5]
- Iværksætterdatabasen[6]